# Alter Markt (Hildesheim)
Der Alte Markt war das ursprüngliche wirtschaftliche Zentrum der Altstadt  und neben dem Alten Dorf eine der Keimzellen der heutigen Stadt Hildesheim.
An der alten Ost-West-Handelsstraße vom Rhein zur Elbe entstand ab dem 8. Jahrhundert auf dem hochwasserfreien Ufer der Innerste zwischen Dom- und Michaelishügel zunächst ein Wik, also ein umzäunter Rastplatz, für reisende Kaufleute. Der Fernhandel war möglicherweise der Grund, aus dem Ludwig der Fromme im Jahre 815 den Bischofssitz von Elze auf den südlich liegenden Domhügel verlegte und so das Bistum Hildesheim begründete.
Etwa 1140 verschob sich der Markt der Altstadt Hildesheim ostwärts auf den Andreasplatz und von dort ab ca. 1250 weiter auf den heutigen Marktplatz.
Als Straßenname ist Alter Markt seit 1146 bezeugt. Die heutige Straße beginnt an der Kardinal-Bertram-Straße und endet an der Magdalenenkirche. Sie ist nunmehr eine ruhige Nebenstraße, während der Durchgangsverkehr über den südlich parallel verlaufenden Pfaffenstieg fließt. Der östlichste Teil, also der nur zu Fuß passierbare Durchgang zur Kardinal-Bertram-Straße am Kaiserhaus, war ursprünglich Teil der sich östlich anschließenden Eckemekerstraße und wurde aus rein praktischen Erwägungen erst 1998 dem Alten Markt zugeschlagen.
Den Namen Alter Markt trug auch eine an der Straße liegende Hauptschule in der Trägerschaft der Stadt Hildesheim, nach ihrer Schließung werden die Räume seit 2015 von der Grundschule Alter Markt genutzt. In das Schulgebäude wurde ein Renaissance-Erker einbezogen.
Vor dem Schulgebäude befindet sich die Nachbildung des Unterteils eines früheren Radkreuzes aus dem 15. Jahrhundert, des Schauteufelskreuzes, gestiftet von der Landschaft des ehemaligen Fürstentums Hildesheim.

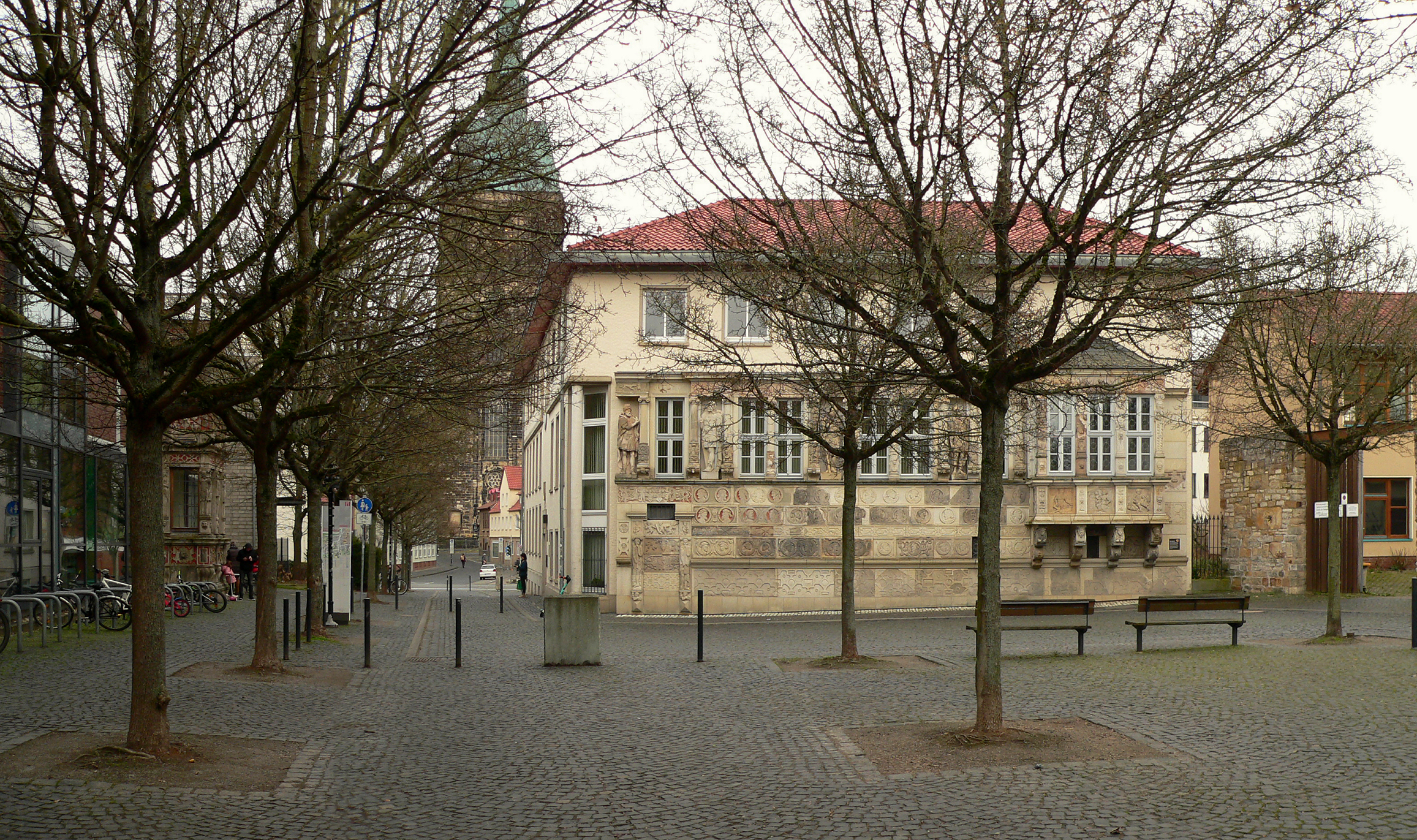
Alter Markt und Kaiserhaus mit Fassaden-Spolien
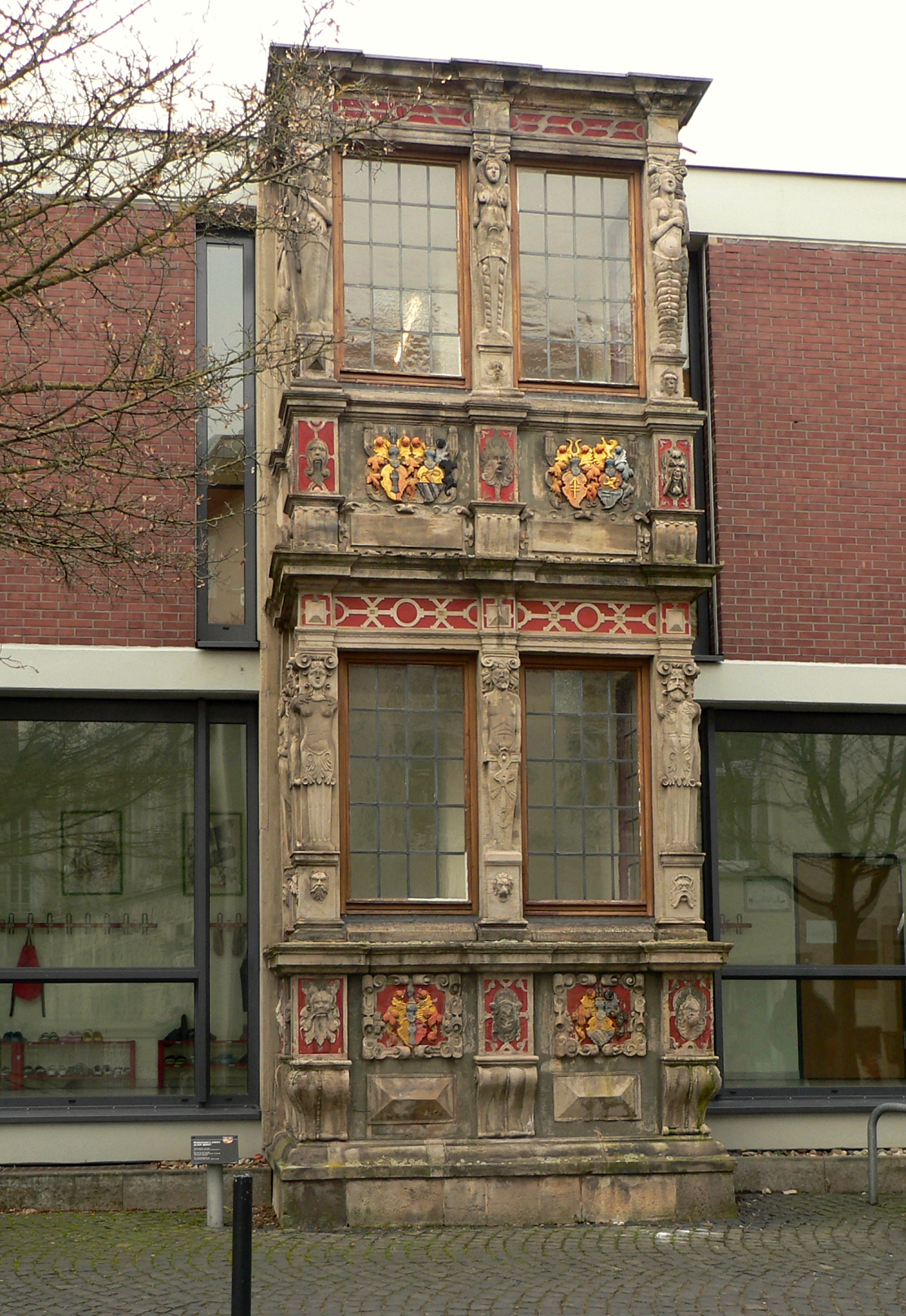
Renaissance-Erker am modernistischen Gebäude der Grundschule Alter Markt
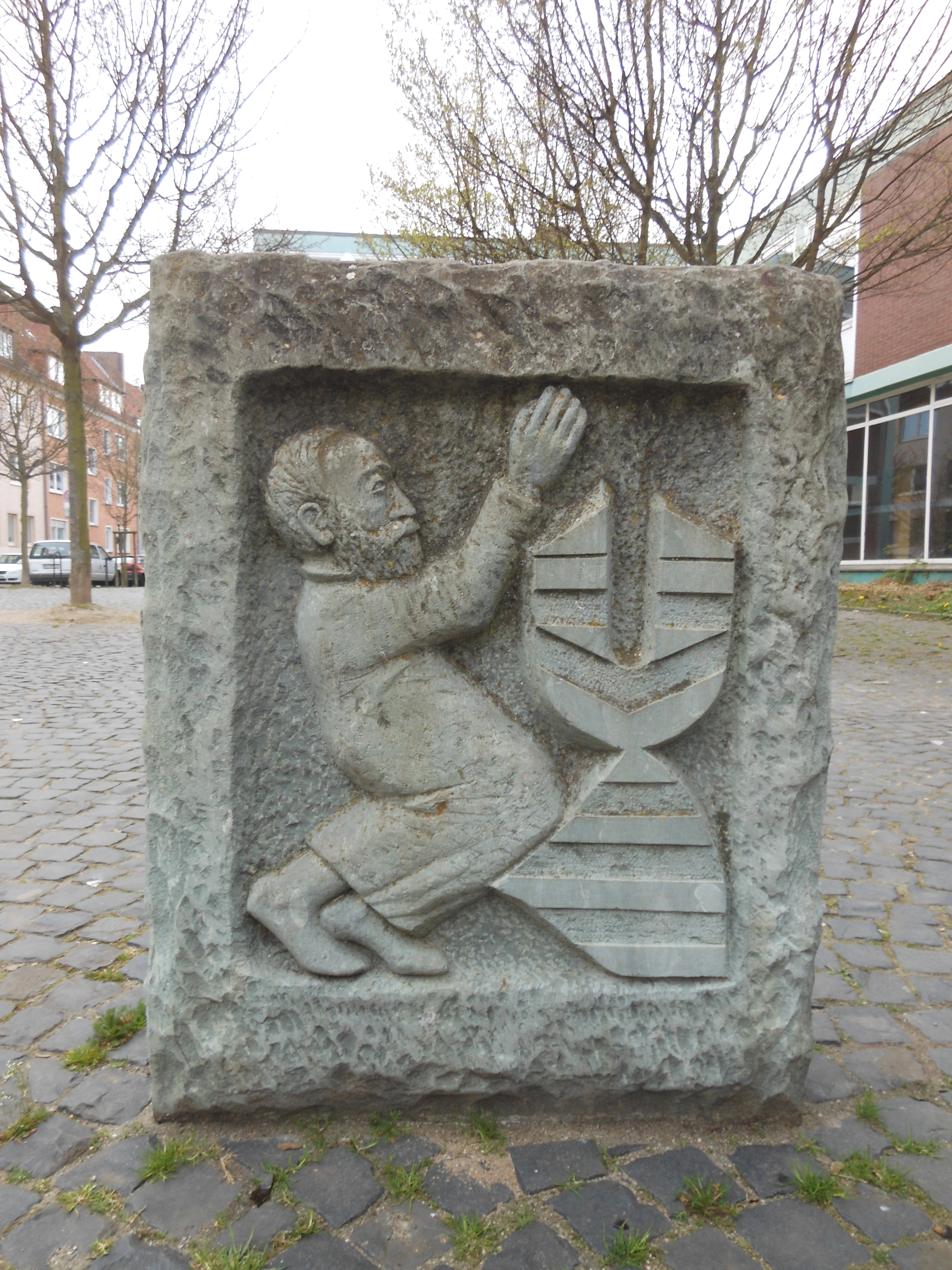
Nachgebildeter Sockel des ehemaligen Schauteufelskreuzes